# منطقه هونگ‌گانگ
منطقه هونگ‌گانگ (به چینی: 红岗区) یک منطقه در شهر داچینگ، استان هئی‌لونگ‌جیانگ چین است که شهرک‌های اقماری و بخش‌های وسیعی از میدان نفتی داچینگ در جنوب‌غرب منطقهٔ اصلیِ شهریِ این «شهر در سطح ولایت» را شامل می‌شود. منطقه هونگ‌گانگ ۶۳۲٫۹۲ کیلومتر مربع مساحت و ۱۲۹٬۹۹۸ نفر جمعیت دارد.

## تقسیمات اداری
منطقه هونگ‌گانگ به ۶ ناحیه و ۱ شهرک تابعه تقسیم شده است.
- ناحیه بابای‌شانگ (۸۰۰ شانگ) (八百垧街道، Bābǎishǎng jiēdào)
- ناحیه جیه‌فانگ (解放街道، Jiěfàng jiēdào)
- ناحیه چوانگ‌یه (解放街道، Chuàngyè jiēdào)
- ناحیه شینگ‌نان (杏南街道، Xìngnán jiēdào)
- ناحیه هونگ‌گانگ (红岗街道، Hónggǎng jiēdào)
- ناحیه یین‌هه (银河街道، Yínhé jiēdào)

- شهرک شوگانگ (树岗镇، Shùgǎng zhèn)